# Tawrat
Tawrat (en arabe: توراة , Tawrah ou Taurat) est un terme coranique utilisé pour désigner les écrits saints du judaïsme. Utilisé en lien avec les isra'iliyat, il peut désigner le Pentateuque, l'Ancien Testament ou même, plus souvent, la littérature post-biblique. La Tawrat est censée avoir été donnée par Allah à Moïse.

## Dans le Coran
Dans le Coran, le terme est utilisé 18 fois, comme nom propre, et désigne une Écriture (kitab). Ce terme est connu, par la poésie préislamique, avant Mahomet.

### Étymologie
Les lexicographes anciens avaient déjà des difficultés à comprendre ce terme. Ceux-ci ont proposé, sans fondement, plusieurs racines arabes pour ce terme. D’autres autorités musulmanes anciennes ont vu, dans ce terme, une origine hébraïque. Les chercheurs occidentaux voient aujourd’hui dans ce terme, soit un emprunt direct à l’hébreu, soit un mélange du terme hébreu et du terme syriaque signifiant « Torah ». 

### Sens ancien
Excepté un auteur tardif qui le définit comme "l’Écriture (kitāb) qu’ils ont héritée de Moïse", la plupart des auteurs anciens ne le définissent pas. Dans un autre dictionnaire ancien, il est dit que la tawrat est composée de cinq livres, ce qui pourrait être une déformation du Pentateuque. Ainsi, elle semble inclure le Livre des Rois mais exclure la Genèse. L'absence de définition claire dans les ouvrages anciens permet de supposer que son sens était connu.
Le terme semble néanmoins avoir un sens plus large puisque que, pour les premières générations de musulmans, il inclut la Bible hébraïque mais aussi des apocryphes ou des textes midrashiques. Ainsi, lorsqu'il souhaite apporter une preuve scripturaire, l'auteur du Coran renvoie généralement vers deux pseudépigraphes de l’Ancien Testament : Le Testament de Moïse et Le Testament d’Abraham.

## Dans la pensée musulmane
Le Coran déclare à plusieurs reprises venir confirmer les Révélations antérieures, dont la Torah. Cela explique le fait que certains passages ressemblent fortement, tant par le contenu que par le style à la bible hébraïque. Ainsi, "il est clair que la loi mosaïque et le décalogue bibliques faisaient partie de l'environnement légal du Coran, même si celui-ci semble avoir modifié le Décalogue pour l'adapter à son contexte arabe". 
Néanmoins, dans la pensée musulmane, les textes sacrés juifs et chrétiens ont été falsifiés et seul le Coran peut, d'un point de vue musulman, prétendre à être fidèle à la Parole divine. Cette doctrine, qui possède ses racines dans le Coran, va évoluer au cours des premiers siècles de l'islam et la méfiance envers les textes chrétiens et juifs va se répandre principalement à partir du IX-XIe siècle.
Dans un article, Gobillot montre des exemples de textes coraniques s’éloignant de l’original biblique et accusant celui-ci de déformations. Ainsi, le Coran se présente comme un commentaire ou un guide de lecture des Ecritures et soit rejette certains passages de celles-ci soit en modifie le sens. Dans ce deuxième cas, cela rejoint parfois des textes rabbiniques ou chrétiens...